# Littlefield, Texas
Littlefield är en ort och huvudort i Lamb County, Texas, USA. Invånarantalet uppgick till 6 372 invånare vid folkräkningen 2010.